# Mrs. Henderson presenta
Mrs. Henderson presenta es una película británica de 2005 dirigida por Stephen Frears y protagonizada por Judi Dench. El argumento, basado en hechos reales, gira en torno al empeño de Laura Henderson de mantener vivo el teatro londinense durante la II guerra mundial, promotora del Windmill Theatre en el Soho.

## Argumento
En el Londres de los días anteriores a la Segunda Guerra Mundial, Laura Henderson, una mujer que acaba de quedar viuda y que es tremendamente rica, decide gastar parte de su dinero comprando un teatro en el Soho londinense. 
Para llevarlo adelante contrata a Van Damm, un experto en el mundo del teatro que no desea aceptar las injerencias de la señora Henderson, aunque en un momento dado, esta sugiere poner en el escenario mujeres desnudas, algo que nadie se había atrevido a hacer nunca en el Reino Unido. Cuando se inicia la guerra, las autoridades pretenden cerrar el teatro, pero la señora Henderson luchará para tratar de impedirlo.

## Galardones

### Oscar
- Judi Dench, nominada a mejor actriz
- Sandy Powell, nominada a mejor diseño de vestuario

### Globos de Oro
- Candidata al Globo de Oro a la Mejor película, mejor actriz y mejor actor de reparto.

### Premios BAFTA
- Candidata a la mejor actriz, mejor vestuario

### Premios del Sindicato de Actores
- Candidata al premio de mejor actriz.

- Datos: Q1423667